# 瓦井力
瓦井 力（かわらい つとむ、生年不詳 - 2005年6月20日）は、ボクシング・世界戦プロモーター。本名は瓦井 孝房。

## 来歴
昭和20年代（1950年から1954年ごろ）後半、フィリピン人のボクシング・プロモーター・ロッペ・サリエルの通訳兼マネージャーを務めた。その後、ボクシング・プロモーターに転向した。
昭和40年代（1965年から1974年くらい）、ジャパン・ボクシング・エンタープライズを設立した。ボクシングの世界線をプロモートした。
平成16年（2005年）6月20日午後7時20分、フィリピンマニラ市内の病院で死去した。79歳だった。

## 人物・エピソード
- 安部譲二は自作の『殴り殴られ』（集英社、1987年、ISBN 4-08-780097-0）の中で、空港にパトカーを先導させて出迎えて無邪気に喜ぶ瓦井の姿に素直に喜んでいる[要出典]。